# 韦达兰耶姆
韦达兰耶姆（Vedaranyam），是印度泰米尔纳德邦Nagapattinam县的一个城镇。总人口31728（2001年）。

## 人口
该地2001年总人口31728人，其中男性15355人，女性16373人；0—6岁人口3482人，其中男1741人，女1741人；识字率71.18%，其中男性为79.30%，女性为63.56%。